# Otaru (Hokkaidō)
Otaru (小樽市 Otaru-shi?) es una ciudad de la prefectura de Hokkaidō, en Japón. Es puerto nacional e internacional, especialmente con Rusia. Había sido el centro de tráfico y monetario de Hokkaidō en la primera mitad del siglo XX. Hoy es conocido como la ciudad del canal. Su población es 137.693 en 2008. El área total es 243,13km².

## Geografía
La ciudad de Otaru se encuentra en una pequeña llanura cerca del puerto de Otaru, que se ubica al oeste de la bahía Ishikari (石狩湾) en el mar de Japón. La mayoría de las áreas residenciales están en pendientes moderadas próximas a la llanura. 
El territorio del municipio es ocupado por las montañas Shiribeshi (後志山地). El noreste no es muy escarpado, pero en la costa hay una línea de acantilados, excepto cerca del puerto Otaru y la parte oriental del municipio. Por último está el margen oeste de la gran llanura de Ishikari. Zenibako (銭函) es otro poblado del municipio y se encuentra en el límite de la llanura y las montañas. Están la Playa Zenibako (銭函海水浴場) y la Playa Ōhama (大浜海岸) al este de Zenibako.
No hay grandes ríos. En invierno las nieves son abundantes.

### Clima
| Parámetros climáticos promedio de Otaru (1991-2020) | Parámetros climáticos promedio de Otaru (1991-2020) | Parámetros climáticos promedio de Otaru (1991-2020) | Parámetros climáticos promedio de Otaru (1991-2020) | Parámetros climáticos promedio de Otaru (1991-2020) | Parámetros climáticos promedio de Otaru (1991-2020) | Parámetros climáticos promedio de Otaru (1991-2020) | Parámetros climáticos promedio de Otaru (1991-2020) | Parámetros climáticos promedio de Otaru (1991-2020) | Parámetros climáticos promedio de Otaru (1991-2020) | Parámetros climáticos promedio de Otaru (1991-2020) | Parámetros climáticos promedio de Otaru (1991-2020) | Parámetros climáticos promedio de Otaru (1991-2020) | Parámetros climáticos promedio de Otaru (1991-2020) |
| Mes                                                 | Ene.                                                | Feb.                                                | Mar.                                                | Abr.                                                | May.                                                | Jun.                                                | Jul.                                                | Ago.                                                | Sep.                                                | Oct.                                                | Nov.                                                | Dic.                                                | Anual                                               |
| --------------------------------------------------- | --------------------------------------------------- | --------------------------------------------------- | --------------------------------------------------- | --------------------------------------------------- | --------------------------------------------------- | --------------------------------------------------- | --------------------------------------------------- | --------------------------------------------------- | --------------------------------------------------- | --------------------------------------------------- | --------------------------------------------------- | --------------------------------------------------- | --------------------------------------------------- |
| Temp. máx. abs. (°C)                                | 11.0                                                | 12.1                                                | 16.9                                                | 27.6                                                | 30.2                                                | 31.9                                                | 36.2                                                | 34.9                                                | 33.6                                                | 25.7                                                | 21.8                                                | 15.2                                                | 36.2                                                |
| Temp. máx. media (°C)                               | −0.5                                                | -0.2                                                | 4.1                                                 | 10.9                                                | 16.9                                                | 20.4                                                | 24.2                                                | 25.6                                                | 22.3                                                | 15.9                                                | 8.3                                                 | 1.6                                                 | 12.5                                                |
| Temp. media (°C)                                    | -3.1                                                | −2.7                                                | 0.8                                                 | 6.5                                                 | 12.1                                                | 16.0                                                | 20.2                                                | 21.7                                                | 18.1                                                | 11.8                                                | 4.9                                                 | −1.1                                                | 8.8                                                 |
| Temp. mín. media (°C)                               | −5.8                                                | −5.7                                                | −2.4                                                | 2.6                                                 | 7.9                                                 | 12.5                                                | 17.1                                                | 18.4                                                | 14.3                                                | 7.9                                                 | 1.6                                                 | −3.8                                                | 5.4                                                 |
| Temp. mín. abs. (°C)                                | -18.0                                               | -17.2                                               | -14.1                                               | -6.4                                                | 0.0                                                 | 4.5                                                 | 9.0                                                 | 8.9                                                 | 2.6                                                 | -1.4                                                | -9.1                                                | -13.5                                               | -18.0                                               |
| Precipitación total (mm)                            | 138.1                                               | 106.6                                               | 87.3                                                | 56.4                                                | 53.7                                                | 55.6                                                | 93.6                                                | 131.3                                               | 131.7                                               | 123.0                                               | 152.4                                               | 151.9                                               | 1281.6                                              |
| Nevadas (cm)                                        | 157                                                 | 130                                                 | 80                                                  | 7                                                   | 0                                                   | 0                                                   | 0                                                   | 0                                                   | 0                                                   | 0                                                   | 36                                                  | 142                                                 | 552                                                 |
| Días de lluvias (≥ 1 mm)                            | 22.8                                                | 18.6                                                | 16.1                                                | 10.0                                                | 9.0                                                 | 7.4                                                 | 8.3                                                 | 9.6                                                 | 11.3                                                | 14.1                                                | 18.1                                                | 21.7                                                | 167                                                 |
| Días de nevadas (≥ 1 mm)                            | 23.0                                                | 19.1                                                | 15.7                                                | 2.5                                                 | 0.0                                                 | 0.0                                                 | 0.0                                                 | 0.0                                                 | 0.0                                                 | 0.1                                                 | 6.3                                                 | 19.8                                                | 86.5                                                |
| Horas de sol                                        | 63.5                                                | 78.2                                                | 128.8                                               | 175.5                                               | 200.6                                               | 170.4                                               | 163.3                                               | 167.7                                               | 159.8                                               | 139.7                                               | 79.6                                                | 59.0                                                | 1586.1                                              |
| Humedad relativa (%)                                | 71                                                  | 70                                                  | 66                                                  | 64                                                  | 69                                                  | 78                                                  | 81                                                  | 78                                                  | 73                                                  | 69                                                  | 69                                                  | 71                                                  | 72                                                  |
| Fuente:                                             |                                                     |                                                     |                                                     |                                                     |                                                     |                                                     |                                                     |                                                     |                                                     |                                                     |                                                     |                                                     |                                                     |

## Historia

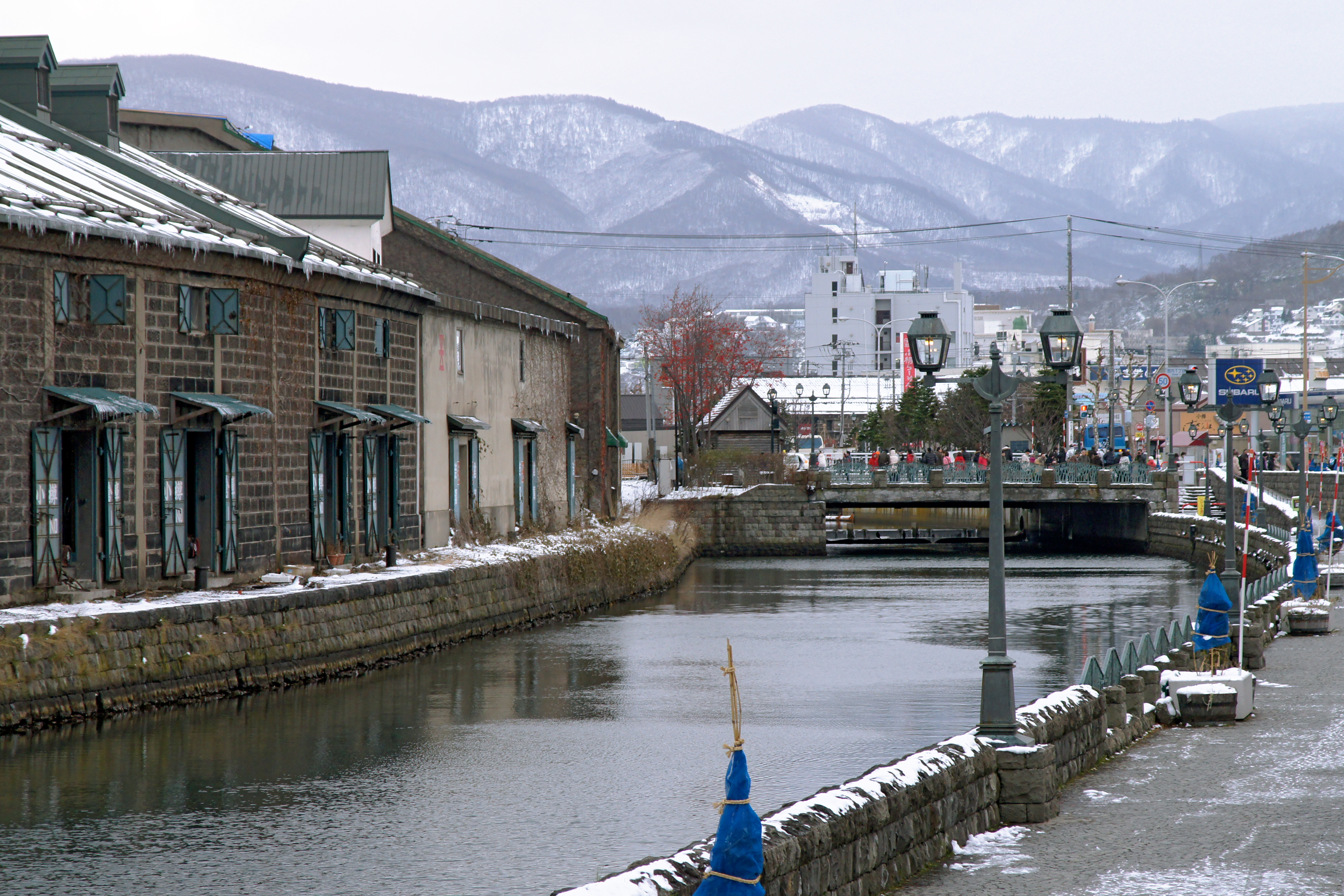

Otaru y otros sitios de Hokkaidō habían sido territorio de los ainos hasta el período Edo. El río Otarunai (オタルナイ川) es el nombre antiguo del río Hoshioki (星置川). Otarunai (オタルナイ) siginificaba 'río de la playa arenosa' en la lengua de los ainos, porque entonces el río iba dentro de la playa arenosa de la bahía Ishikari. El feudo Matsumae (松前藩) había mantenido el 'Lugar Otarunai' (オタルナイ場所) para comerciar con los ainos. Cuando el shogunato de Tokugawa dominó el territorio de Hokkaidō, trasladaron el lugar de comercio a 20 km al oeste buscando el mejor puerto pero no cambió el nombre. Desde entonces el puerto se había llamado como Otarunai. 
Después de la restauración de Meiji, el gobierno construyó la ciudad de Sapporo, la nueva capital de Hokkaidō. En el mismo año 1869, Otarunai cambió su nombre a Otaru (小樽). Otaru había sido la estación terminal del sistema de ferrocarril de Hokkaidō desde 1880. Otaru comenzó a desarrollarse como el puerto para Sapporo y Hokkaido. Los recursos naturales y los productos agrícolas de Hokkaidō se cargaban en el puerto al resto de Japón y a otros países. Y los diversos artículos que llegaban a Hokkaidō se desembercaban aquí. La prosperidad de Otaru había superado a Sapporo en la primera mitad de siglo XX.
Pero en la segunda mitad del siglo XX, Otaru pasó un estancamiento económico. El desarrollo de la ciudad como su industria fue limitado debido a la falta de un amplio terreno llano. Las construcciones y extensiones de los puertos de Shinishikari, Tomakomai y Muroran bajaban el cuasimonopolio del puerto de Otaru. Mientras que en Sapporo crecía su población rápidamente en más un millón de habitantes, en Otaru no cambió mucho. Las calles de Otaru no asentaron el crecimiento rápido de la economía de Japón.
Desde el fin del siglo XX, muchos japoneses sienten que Otaru es la ciudad preciosa y nostálgica. Los japoneses habían pensado que los edificios de madera antes del período Edo, tenían valor histórico y tradicional, pero no habían reconocido los de estilos europeos como parte de la tradición. Cuando los japoneses creían que los edificios de piedra o ladrillo ya no estaban a la par de la tecnología, ellos los sustituían a edificios de hormigón armado sin vacilar. Pero hoy el sentimiento de los japoneses es diferente. El período Meiji y la occidentalización de su cultura es una parte de su historia. Otaru conserva muchos edificios y un canal del siglo XIX y XX gracias a su conservación en el tiempo. Los turistas del resto de Japón visitan Otaru y visitan las calles de un pasado reciente.

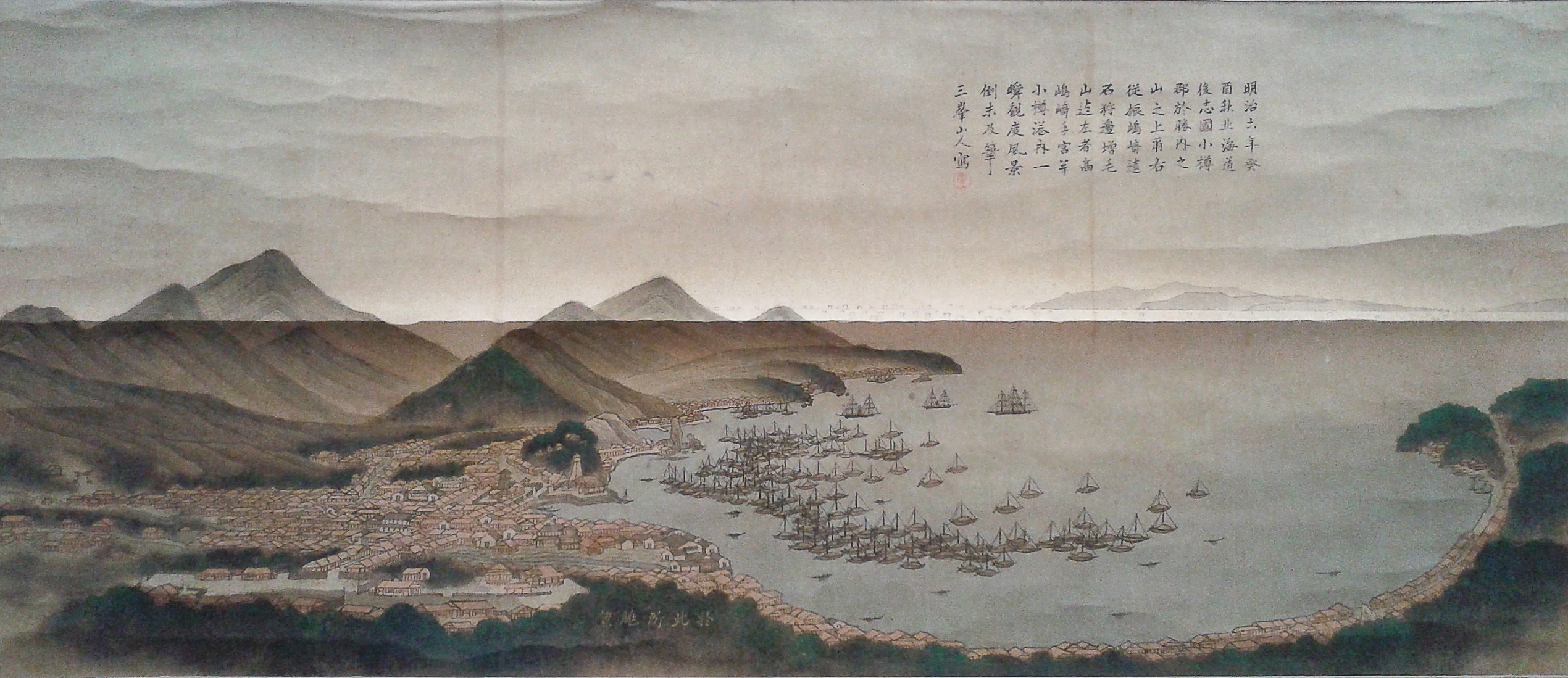
Otaru en 1876
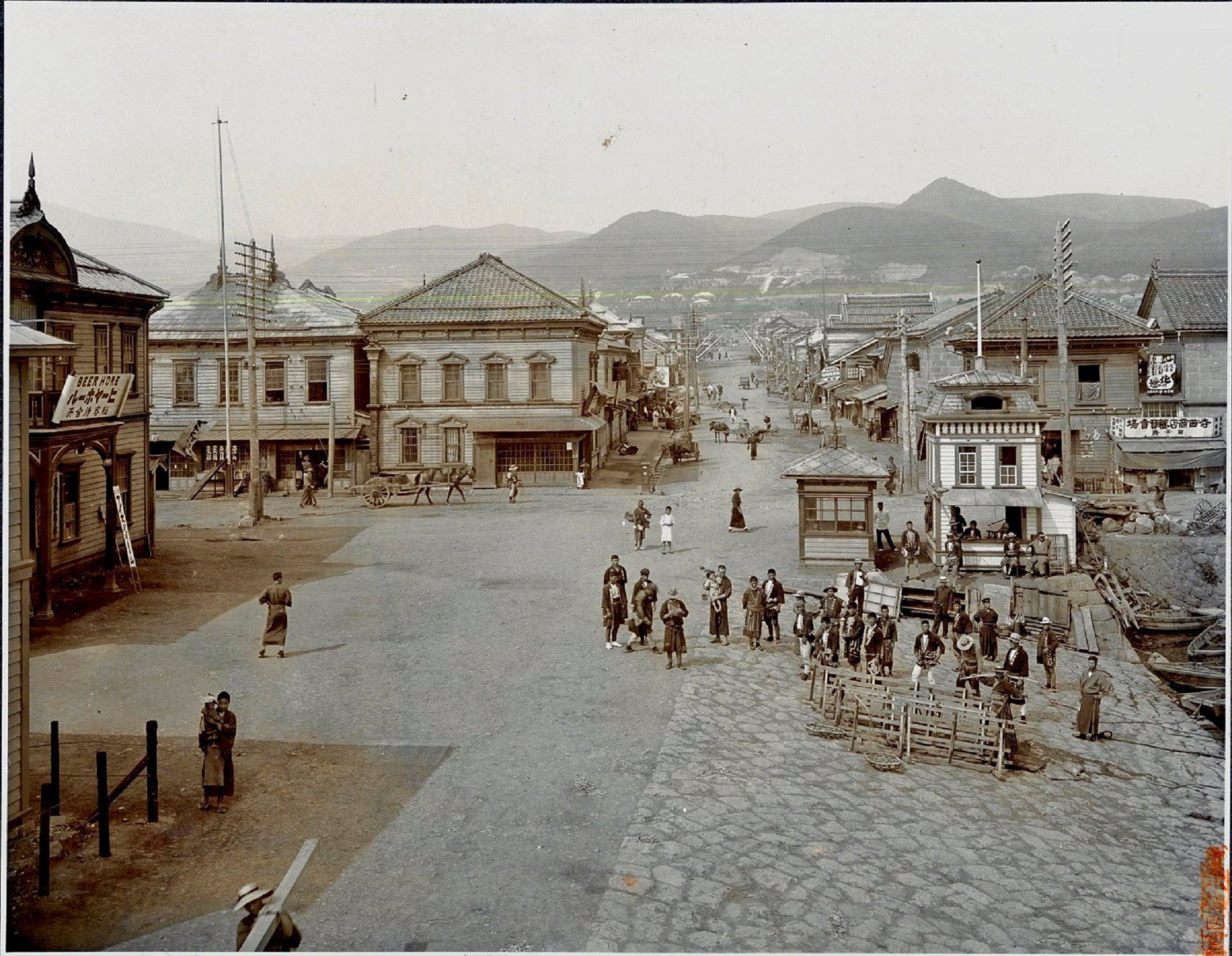
Otaru en 1909
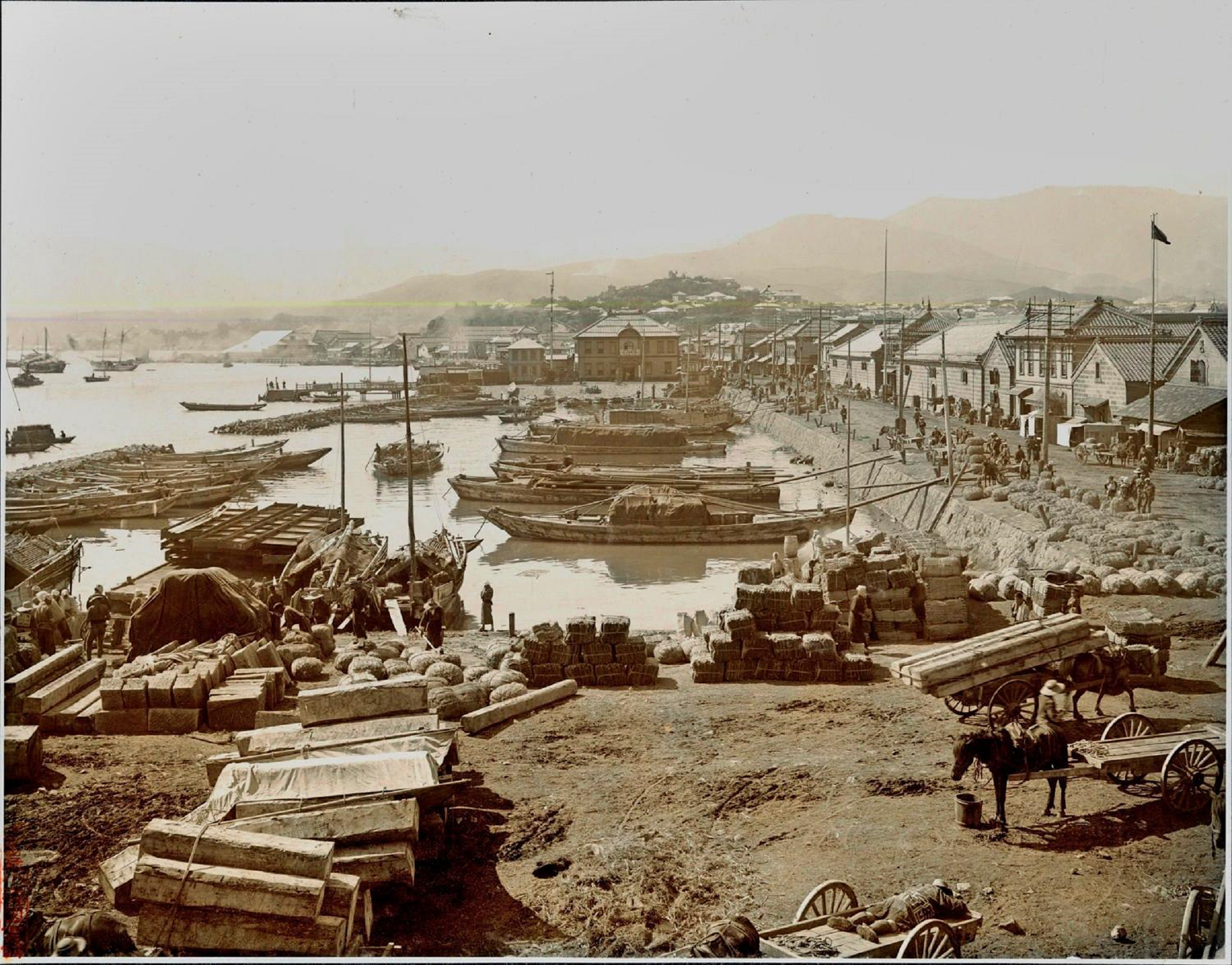
Puerto de Otaru en 1909
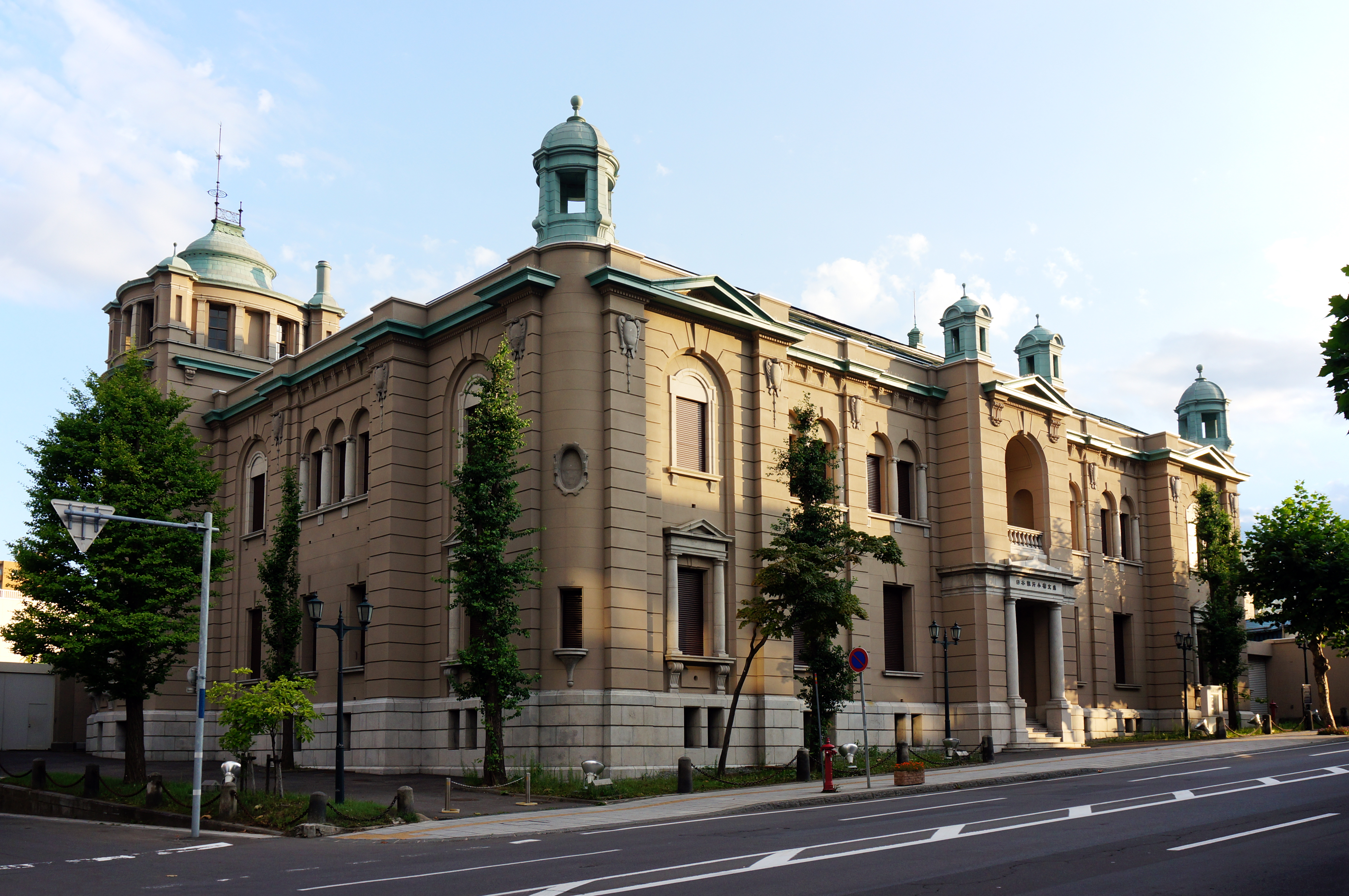
Antigua sucursal Otaru del Banco de Japón, ahora sede del Museo Otaru del Banco de Japón

## Ciudades Hermanas
- Nakhodka, desde 1966
- Dunedin, desde 1980